# María Eugenia Dávila
María Eugenia Dávila Cardeño (Medellín; 9 de mayo de 1949 - Bogotá; 9 de mayo de 2015), fue una actriz y dramaturga colombiana, con una amplia carrera que data desde los inicios de la televisión en su país.

## Historia
María Eugenia Dávila fue una primera actriz colombiana de televisión nacida en el seno de una familia vinculada al teatro. Nacida en Medellín, Antioquia, el 9 de mayo de 1949, sus abuelos tuvieron un grupo teatral, la Compañía Cardeño, que entre 1888 y 1935 recorrió la Gran Antioquia. Con su abuela, 'Mamá' Rosa y su madre Lilia, vio la primera transmisión de TV, el 13 de junio de 1954. Hizo todo por convertir su sueño en realidad. Fue a Bogotá y en 1959, con 10 años, recibió una oportunidad con un pequeño papel en la primera telenovela colombiana: El 0597 está ocupado. Vivió en México, hizo cine y lo tuvo todo. "Quería ser como Elizabeth Taylor". Y fue nuestra más cercana versión de la Taylor. Tomado del periódico El Tiempo, 7 de junio de 2004.
A los trece años empezó a hacer teleteatros con el que ella considera su único maestro en la actuación, Bernardo Romero Lozano. Pero siguió en los montajes de cuentos infantiles, con Vera Quintana y Miguel Ayuso. Su primer teleteatro fue Yerma, de García Lorca. Un año más tarde, en 1965, interpretó a Adela en La casa de Bernarda Alba, trabajo que le dejó su primer premio, un Nemqueteba de Oro. Y pocos años después el segundo Nemqueteba de Oro, como mejor actriz, por su trabajo en una obra de Sartre, A puerta cerrada.
En 1967 se vinculó con Esteban Pools, en una compañía de teatro que tuvo por sede el Teatro Colón y que luego hizo una gira por Centroamérica.
A los 19 años, María Eugenia ya estaba triunfando fuera de Colombia; vivía en México y realizó una serie llamada Miércoles de amor junto a Miguel Palmer. Allí también actuó en novelas, comedias y tres películas de cine.
Regresó a Colombia en 1972, para protagonizar La María (pelicula). Luego vinieron Manuelita Sáenz, La abuela al lado de la legendaria Teresa Gutiérrez, Hato Canaguay, La Mala Hierba, El bazar de los idiotas, Nariño, Un ángel de la calle, Teatro Popular Caracol, Pero sigo siendo El Rey, al lado del legendario Carlos Muñoz, Mariana de noche, ¡Quieta, Margarita!, y Señora Isabel de Mónica Agudelo y Bernardo Romero en compañía de Judy Henríquez, entre otras. 
Se consagró como una de las grandes estrellas del medio artístico colombiano, durante más de tres décadas en la televisión colombiana y mexicana, destacándose siempre por su trabajo interpretativo, a lo largo de su extensa carrera, con una alta carga dramática y tan polémicos como su papel de María Consuelo en Señora Isabel, una mujer promiscua que termina contagiada de sida.
En cine, apareció en películas como Karla contra los Jaguares en 1974, Tiempo de morir de Jorge Alí Triana, María Cano de Camila Loboguerrero, Esposos en vacaciones, y Bolívar soy yo! en 2001 al lado de Robinson Díaz y Amparo Grisales, y el 2007 en la película Esto huele mal. 
Todos estos papeles le dieron un gran reconocimiento del público en Colombia y México y premios como mejor actriz, entre los que destacan: Antena de la Consagración en 1977, Premios Simón Bolívar, Premios India Catalina, Premios del Festival de Cine de Bogotá y varios otorgados por periódicos y programas de televisión. 
Una mujer que lo tuvo todo, dinero, fama, cariño del público y belleza desbordante, pero también problemas en los excesos del alcoholismo y la drogadicción, alejándola así del medio artístico. Se sometió en sus últimos tiempos a tratamientos para superar sus problemas, en espera de nuevas oportunidades para seguir demostrando su gran talento como actriz en los medios.
El regreso a la actuación de María Eugenia, lo hizo en 2010 en Amor en custodia reapareciendo en el papel de Devora, después de muchos años de ausencia en la pantallas. El público se sintió agradado de ver de nuevo a esta diva de la actuación, de regreso a la Televisión, demostrando aún su prodigiosa memoria, y sus dotes actorales a pesar de los años que han pasado y queriéndola por muchos años más en la televisión colombiana. En los últimos años María Eugenia se dedicó a descansar en un hogar de paso y en espera de nuevos personajes acordes a su edad.

## Fallecimiento
Falleció el día de su cumpleaños el 9 de mayo de 2015, a la edad de 66 años, luego de padecer por varios meses de afecciones respiratorias.

## Filmografía

### Televisión
- Amor en custodia.... Devora (2010)
- El baile de la vida.... Adelina (sin acreditar 2004)
- Padres e hijos (2004)
- Pedro el Escamoso.... Margot (2002-2003)
- Adónde va Soledad (2000).... tía de Felicia
- Tabú (1999).... Juez
- Tiempos difíciles  (1997)
- El despecho (1995)
- Géminis (1995)
- María Bonita (1995).... Margarita 'La Maga' Segrera/Magdalena 'Mella' Segrera
- Paloma (1994)
- Señora Isabel (1994).... María Consuelo
- Crónicas de una generación trágica.... Catalina Josefa Álvarez del Casal
- La maldición del paraíso (1993).... Doña Sofía
- Lucerito (1992)
- Mientras llueve (1992)
- Si mañana estoy viva (1992)
- Enigma en las Cenizas (1992)
- Castigo divino (1991)... Flora Contreras
- Los pecados secretos - Corín Tellado (1991)
- Señora bonita (1990)
- El intruso (1990)
- ¡Quieta, Margarita! (1989)... Rosa Molina
- Hojas al Viento (1988)
- El derecho de Amar (1988)
- Mi sangre aunque plebeya (1987)
- Me estás haciendo falta (1987)-
- Alma Fuerte (1987)
- Marina de noche (1986)-
- Brillo  (1986)
- Tiempo de morir (1985) .... Mariana
- Motivos (1985)
- Ana Lenoit (Medio metraje) (1984)
- Pero sigo siendo El Rey (1984) Chavela Rosales
- Tiempo de morir (1984) ... Mariana
- El bazar de los idiotas (1983) ... Marcianita Barona
- La Mala Hierba (1982) ... Genoveva
- Un ángel de la calle (1982)
- Nariño (1981)
- Hato Canaguay (1981)
- Querido Andrés (1980)
- La abuela (1979).... Emperatriz
- Manuelita Saenz (1978)
- El patas (1978)
- Rojo y negro  (1977)
- A mí qué me importa que explote Miami (1976)
- Anton García (1975)
- La María (1972)
- Claudia y el deseo (1970)
- Aventuras de Huck (1969)
- El buen salvaje (1968)
- Destino: la ciudad (1967)
- Un ángel de la calle (1966)
- Diario de una enfermera (1966)
- Mil francos de recompensa (1965)
- Sacrificio de amor (1965)
- El destino es mi aliado (1965)
- Una mirada imborrable (1964)
- Claudia y sus fantasmas
- Yo y tú .... novia de Carlitos
- El 0597 está ocupado

## Cine
- Esto huele mal....Mamá de Elena
- Bolívar soy yo (2001).... Mamá de Santiago Miranda
- María Cano (1990) .... María Cano
- El día que me quieras (1986)
- Tiempo de morir (1984) ... Mariana
- Esposos en vacaciones (1977)
- Karla contra los jaguares (1974) .... Verónica
- Amor ciego

## Premios obtenidos

### Premios TVyNovelas
| Año  | Categoría                             | Telenovela o Serie | Resultado |
| ---- | ------------------------------------- | ------------------ | --------- |
| 2000 | A toda una vida                       | A toda una vida    | Ganadora  |
| 1995 | Mejor actriz de reparto de telenovela | Señora Isabel      | Ganadora  |

### Premios India Catalina
| Año                                      | Categoría              | Producción              | Resultado |
| ---------------------------------------- | ---------------------- | ----------------------- | --------- |
| Premios India Catalina 1984 (televisión) | Mejor actriz principal | Pero sigo siendo el rey | Ganadora  |

### Premios Simón Bolívar
| Año  | Categoría              | Producción     | Resultado |
| ---- | ---------------------- | -------------- | --------- |
| 1987 | Mejor actriz principal | Alma Fuerte    | Ganadora  |
| 1991 | Mejor actriz principal | Castigo Divino | Ganadora  |

### Otros premios
- 2 Nemqueteba
- 1 Antena
- 1 India Catalina por Cine
- 1 Precolombino de Oro por Cine
- 1 Gloria de la TV